# Dimítrisz Sziúfasz
Dimítrisz Sziúfasz, görögül: Δημήτρης Σιούφας (1944. augusztus 15. – Athén, 2019. január 11.) görög politikus.

## Életútja
1981 és 2012 között a görög parlament tagja volt az Új Demokrácia párt képviseletében. 1992. december 3. és 1993. október 13. között egészségügyi, 2004. március 10. és 2007. szeptember 19. között fejlesztési miniszter volt.
2007. szeptember 27. és 2009. szeptember 7. között a görög parlament elnöke volt.